# The Sky is the Limit
The Sky is the Limit, ook wel The Sky is the Limit in Vlaanderen genoemd, is een realityprogramma dat het leven van rijke Vlamingen volgt. Het programma wordt sinds 4 februari 2014 uitgezonden op de Vlaamse zender Play4.

## Overzicht
| Seizoen | Uitzendjaar | Uitzenddag | Presentatie  | Personen | Aantal Afl. | Extra informatie |
| ------- | ----------- | ---------- | ------------ | -------- | ----------- | ---------------- |
| 1       | 2014        | Dinsdag    | Peter Boeckx | 9        | 9           |                  |
| 2       | 2015        | Maandag    | Peter Boeckx | 8        | 8           |                  |
| 3       | 2016        | Dinsdag    | Peter Boeckx | 8        | 9           |                  |
| 4       | 2017        | Dinsdag    | Peter Boeckx | 7        | 10          |                  |
| 5       | 2020        | Woensdag   | Peter Boeckx | 6        | 8           |                  |
| 6       | 2021-2022   | Maandag    | Peter Boeckx | 7        | 9           |                  |
| 7       | 2023        | Vrijdag    | Peter Boeckx | 5        | 7           | All-stars editie |

## Personen die worden gevolgd

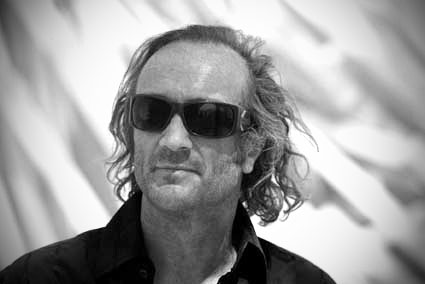
Ondernemer Jan Kriekels

### Seizoen 1
- Daniel Camus, oud-profvoetballer en discotheekeigenaar in Knokke
- Eduard Vermeulen, ontwerper modehuis Natan
- Hans-Peter Fässler, voormalig eigenaar van een luxemeubelzaak
- Harry Schurmans, kunsthandelaar en Olga Zelenko
- Inge Onsea, ontwerpster en eigenares Essentiel
- Jan Kriekels, kunstenaar en Kirsten Janssens, zijn vriendin
- Steven Defour, voetballer en Laura Tropea, model
- Steven Deduytsche, specialist in handtassen
- Willy Naessens, industrieel (zwembaden, industriebouw) en zijn vrouw Marie-Jeanne Huysman

### Seizoen 2
- Danielle Huybrechts, socialite en steenrijke erfgename, en Thomas Vissers
- Harry Schurmans, kunsthandelaar en Olga Zelenko
- Inge van Kemenade, Nederlandse zakenvrouw van de sportwinkels Topshelf
- Jan Kriekels, kunstenaar en Kirsten Janssens, zijn vrouw
- Michel Van den Brande, oprichter en eigenaar van stellingenbedrijf Kontrimo
- Remi De Moor, zaken van een polyesterbedrijf
- Willy Naessens, industrieel (zwembaden, industriebouw) en zijn vrouw Marie-Jeanne Huysman
- Zivo, Belgisch kunstenaar

### Seizoen 3
- 2Empress, Charline Vandergeeten & Justine Szpringer vormen een DJ-duo
- Danielle Huybrechts, socialite en steenrijke erfgename en Thomas Vissers
- Jan Kriekels, kunstenaar en Kirsten Janssens, zijn ex-vrouw
- Marie-Anne De Nil, eigenares van het vleesverwerkingsbedrijf De Nil en zoon
- Michel Van den Brande, oprichter en eigenaar van stellingenbedrijf Kontrimo
- Philip Cracco† en zijn vriendin Aisha Van Zele, ondernemer en eigenaar van o.a. Rodania[1][2]
- Veerle Smet, eigenares interieur-en exterieurbureau Allé Lou
- Willy Naessens, industrieel (zwembaden, industriebouw) en zijn vrouw Marie-Jeanne Huysman

### Seizoen 4
- Dave Wauwermans, eigenaar slaapwinkels en Kristina, zijn vrouw en ex-model
- Harry De Visscher, eigenaar paintballzaak
- Melissa Van Hoydonck, oprichter modemerk Les Filles d'Anvers
- Michel Van den Brande, oprichter en eigenaar van stellingenbedrijf Kontrimo en Sofie Van Remoortel, zijn vriendin
- Peter Van den Berge, ontwikkelaar software WinDoc en Faith Olugo, zijn vrouw
- Philip Cracco† en zijn vriendin Aisha Van Zele, ondernemer en eigenaar van o.a. Rodania[1][2]
- Salar Azimi en Sasan Azimi, broers en eigenaars van elektronicazaken, hotels, vastgoed en postorderbedrijf

### Seizoen 5
- Romy Biscop, eigenares kledingzaak
- Guy Penders en zijn vrouw Sona, vastgoedmakelaar
- Christian Lemable en Seka Dobric, eigenaars bouwbedrijf
- Frederik Laeremans, eigenaar betonbedrijf
- Niels Lagrange, racepiloot
- Familie Martens, eigenaars speciaalzaak bedden en hotsprings

### Seizoen 6
- Frederik Laeremans, eigenaar betonbedrijf
- Familie Martens, eigenaars speciaalzaak bedden en hotsprings
- Guy Penders en zijn vrouw Sona, vastgoedmakelaar
- Yves Maes, eigenaar Containers Maes
- Nicolas De Bruyn, eigenaar fitneszaken en business academy
- Joshua Van der Aa, dokter in Londen
- Sigurd Tanghe, kunstenaar

### Seizoen 7 (All-stars editie)[3]
- Willy Naessens, industrieel (zwembaden, industriebouw) en zijn vrouw Marie-Jeanne Huysman
- Harry Schurmans, kunsthandelaar en Olga Zelenko
- Michel Van den Brande, oprichter en eigenaar van stellingenbedrijf Kontrimo
- Marie-Anne De Nil, eigenares van het vleesverwerkingsbedrijf De Nil en zoon
- Yves Maes, eigenaar Containers Maes

### Overzicht seizoenen
| De VIPs                               | S1 | S2 | S3 | S4 | S5 | S6 | S7 |
| ------------------------------------- | -- | -- | -- | -- | -- | -- | -- |
| Daniel Camus                          | o  |    |    |    |    |    |    |
| Edouard Vermeulen                     | o  |    |    |    |    |    |    |
| Hans-Peter Fässler                    | o  |    |    |    |    |    |    |
| Inge Onsea                            | o  |    |    |    |    |    |    |
| Steven Defour & Laura Tropea          | o  |    |    |    |    |    |    |
| Steven Deduytsche                     | o  |    |    |    |    |    |    |
| Harry Schurmans & Olga Zelenko        | o  | o  |    |    |    |    | o  |
| Jan Kriekels & Kirsten Janssens       | o  | o  | o  |    |    |    |    |
| Willy Naessens & Marie Jeanne Huysman | o  | o  | o  |    |    |    | o  |
| Inge Van Kemenade                     |    | o  |    |    |    |    |    |
| Remi De Moor                          |    | o  |    |    |    |    |    |
| Zivo                                  |    | o  |    |    |    |    |    |
| Danielle Huybrechts & Thomas Vissers  |    | o  | o  |    |    |    |    |
| Michel Van den Brande                 |    | o  | o  | o  |    |    | o  |
| Charline Vandergeeten                 |    |    | o  |    |    |    |    |
| Justine Szpringer                     |    |    | o  |    |    |    |    |
| Marie-Anne De Nil                     |    |    | o  |    |    |    | o  |
| Veerle Smet                           |    |    | o  |    |    |    |    |
| Philip Cracco † & Aisha Van Zele      |    |    | o  | o  |    |    |    |
| Dave Wauwermans                       |    |    |    | o  |    |    |    |
| Harry De Visscher                     |    |    |    | o  |    |    |    |
| Melissa Van Hoydonck                  |    |    |    | o  |    |    |    |
| Peter Van den Berge                   |    |    |    | o  |    |    |    |
| Salar Azimi                           |    |    |    | o  |    |    |    |
| Sasan Azimi                           |    |    |    | o  |    |    |    |
| Romy Biscop                           |    |    |    |    | o  |    |    |
| Niels Lagrange                        |    |    |    |    | o  |    |    |
| Christian Lemable                     |    |    |    |    | o  |    |    |
| Guy Penders                           |    |    |    |    | o  | o  |    |
| Frederik Laeremans                    |    |    |    |    | o  | o  |    |
| Familie Martens                       |    |    |    |    | o  | o  |    |
| Nicolas De Bruyn                      |    |    |    |    |    | o  |    |
| Joshua Van der Aa                     |    |    |    |    |    | o  |    |
| Sigurd Tanghe                         |    |    |    |    |    | o  |    |
| Yves Maes                             |    |    |    |    |    | o  | o  |

## Kijkcijfers
Seizoen 1 (2014)
| Afl. | Aantal kijkers (Live + dezelfde dag uitgesteld kijken) | Uitzenddatum België       |
| ---- | ------------------------------------------------------ | ------------------------- |
| 1    | 411.170                                                | 4 februari 2014           |
| 2    | 446.812                                                | 11 februari 2014          |
| 3    | 526.964                                                | 18 februari 2014          |
| 4    | 515.999                                                | 25 februari 2014          |
| 5    | 435.000                                                | 4 maart 2014              |
| 6    | 389.390                                                | 11 maart 2014             |
| 7    | 416.144                                                | 18 maart 2014             |
| 8    | 429.961                                                | 25 maart 2014             |
| 9    | 351.285                                                | 1 april 2014 (compilatie) |

Seizoen 2 (2015)
| Afl. | Aantal kijkers (Live + dezelfde dag uitgesteld kijken) | Uitzenddatum België |
| ---- | ------------------------------------------------------ | ------------------- |
| 1    | 522.947                                                | 2 februari 2015     |
| 2    | 565.850                                                | 9 februari 2015     |
| 3    | 506.804                                                | 16 februari 2015    |
| 4    | 563.196                                                | 23 februari 2015    |
| 5    | 558.614                                                | 2 maart 2015        |
| 6    | 478.254                                                | 9 maart 2015        |
| 7    | 581.428                                                | 16 maart 2015       |
| 8    | 517.603                                                | 23 maart 2015       |

Seizoen 3 (2016)
| Afl. | Aantal kijkers (Live + dezelfde dag uitgesteld kijken) | Uitzenddatum België |
| ---- | ------------------------------------------------------ | ------------------- |
| 1    | 590.345                                                | 2 februari 2016     |
| 2    | 640.089                                                | 9 februari 2016     |
| 3    | 586.782                                                | 16 februari 2016    |
| 4    | 632.253                                                | 23 februari 2016    |
| 5    | 558.824                                                | 1 maart 2016        |
| 6    | 498.873                                                | 8 maart 2016        |
| 7    | 583.452                                                | 15 maart 2016       |
| 8    | 479.669                                                | 29 maart 2016       |
| 9    | 495.224                                                | 5 april 2016        |

Het derde seizoen haalde een gemiddelde van 650.685 kijkers en een marktaandeel van 25,2% op de doelgroep 18-54.

Op dinsdag 22 maart 2016 werd The Sky Is The Limit niet uitgezonden n.a.v. de aanslagen in Brussel. De aflevering werd opgeschoven naar de week daarna.
Seizoen 4 (2017)
| Afl. | Aantal kijkers (Live + dezelfde dag uitgesteld kijken) | Uitzenddatum België |
| ---- | ------------------------------------------------------ | ------------------- |
| 1    | 489.787                                                | 7 februari 2017     |
| 2    | 500.334                                                | 14 februari 2017    |
| 3    | 459.177                                                | 21 februari 2017    |
| 4    | 528.620                                                | 28 februari 2017    |
| 5    | 460.871                                                | 7 maart 2017        |
| 6    | 508.931                                                | 14 maart 2017       |
| 7    | 402.832                                                | 21 maart 2017       |
| 8    | 326.724                                                | 28 maart 2017       |
| 9    | 341.262                                                | 4 april 2017        |
| 10   | 293.128                                                | 11 april 2017       |

Seizoen 5 (2020)
| Afl. | Aantal kijkers (Live + dezelfde dag uitgesteld kijken) | Uitzenddatum België |
| ---- | ------------------------------------------------------ | ------------------- |
| 1    | 449.952                                                | 29 januari 2020     |
| 2    | 371.472                                                | 5 februari 2020     |
| 3    | 382.557                                                | 12 februari 2020    |
| 4    | 358.304                                                | 19 februari 2020    |
| 5    | 394.356                                                | 26 februari 2020    |
| 6    | 353.479                                                | 4 maart 2020        |
| 7    | 333.477                                                | 11 maart 2020       |
| 8    | 330.461                                                | 18 maart 2020       |

Seizoen 6 (2022-2023)
| Afl. | Aantal kijkers (Live + dezelfde dag uitgesteld kijken) | Uitzenddatum België |
| ---- | ------------------------------------------------------ | ------------------- |
| 1    | 291.884                                                | 14 november 2022    |
| 2    | 237.298                                                | 21 november 2022    |
| 3    | 244.144                                                | 28 november 2022    |
| 4    | 263.597                                                | 5 december 2022     |
| 5    | 202.534                                                | 12 december 2022    |
| 6    | Onbekend                                               | 19 december 2022    |
| 7    | 186.102                                                | 26 december 2022    |
| 8    | Onbekend                                               | 2 januari 2023      |
| 9    | 181.199                                                | 9 januari 2023      |

Seizoen 7 (2023)
| Afl. | Aantal kijkers (Live + dezelfde dag uitgesteld kijken) | Uitzenddatum België |
| ---- | ------------------------------------------------------ | ------------------- |
| 1    | 312.359                                                | 20 oktober 2023     |
| 2    | 309.683                                                | 27 oktober 2023     |
| 3    | 459.287                                                | 3 november 2023     |
| 4    | 327.255                                                | 10 november 2023    |
| 5    | 324.044                                                | 17 november 2023    |
| 6    | 304.082                                                | 24 november 2023    |
| 7    | 276.166                                                | 1 december 2023     |
| 8    | 292.651                                                | 8 december 2023     |

## Trivia
- Jean-Claude Van Damme was in het zesde seizoen te zien bij kunstenaar Sigurd Tanghe.
- Michel Van den Brande vroeg in het zevende seizoen zijn vriendin Sofie ten huwelijk.
- De woning van Jan Kriekels was opnieuw te zien in het zevende seizoen.